# Пантен (Франция)
Пантен (фр. Pantin) — французская коммуна, расположенная в северо-восточном пригороде Парижа, с которым она граничит, в департаменте Сен-Сен-Дени в регионе Иль-де-Франс.

## История
Археологические следы свидетельствуют о заселении территории Пантена кельтским населением в Бронзовый век. Первый известный документ, в котором появляется название Penthinum, — документ XI века, в соответствии с которым нынешние территории Пантена были переданы католическому аббатству Сен-Мартен-де-Шан.
С 18 марта 2001 года градоначальником является социалист Бертран Керн (перевыбран 9 марта 2008, 23 марта 2014 и 15 марта 2020), сменивший на этом посту Жака Изабета, находившегося у власти 24 года.

## Расположение
Город расположен на окраине Парижа и в основном состоит из равнины, пересекаемой национальными дорогами № 2 и № 3, железнодорожной линией Париж-Страсбург и каналом Урк.

## Инфраструктура
Город обслуживается несколькими крупными инфраструктурами общественного транспорта, включая одноимённый железнодорожный вокзал (открыт в 1864 году), метро, трамваи и пять автобусных линий. В городе находятся три станции Парижского метро линии 5: Hoche, Eglise de Pantin и Bobigny-Pantin-Raymond Queneau.

## Известные уроженцы и обитатели
- Жан-Франсуа Жозеф Жеффрар де Ла Мотт, граф Сануа (до революции был сеньором Пантена)[12]
- Пьер де Бомарше (владел землями в Пантене)
- Леон Жуо
- Рене Фальконетти
- Муаммаду Жайте
- Андре Лагаш
- Альбер Прежан
- Бернар Паризе
- Габриэль Обертан (уроженец Пантена, также выступал за местный футбольный клуб)[13]
- Франсуа Берлеан[14]

## Города-побратимы
- Скандиччи, Италия. С 1969 года в коммуне также есть улица Скандиччи.
- Мещанский район, Россия (с 1966 года)